# Markéta Habsburská (1651–1673)
Markéta Tereza Habsburská (španělsky: Margarita Teresa de España, německy: Margarita Teresa von Spanien) (12. července 1651, Madrid – 12. března 1673, Vídeň, Rakousko) byla španělskou a římskou princeznou a první manželkou římského císaře, českého a uherského krále Leopolda I.

## Rodina
Jejími rodiči byli španělský král Filip IV. a jeho druhá žena Marie Anna Habsburská. Jejími prarodiči z matčiny strany byli římský císař Ferdinand III. a Marie Anna Španělská. Markéta měla mladšího bratra, posledního španělského krále z rodu Habsburků Karla II.
Přes blízké příbuzenství obou jejích rodičů a v té době naprosto běžným sňatkům blízkých příbuzných v rámci habsburského rodu byla Markéta půvabná dívka s milou a laskavou povahou. Byla oblíbeným potomkem svého otce, Filipa IV., který ji ve svých osobních dopisech oslovoval „můj poklade“.

## Manželství

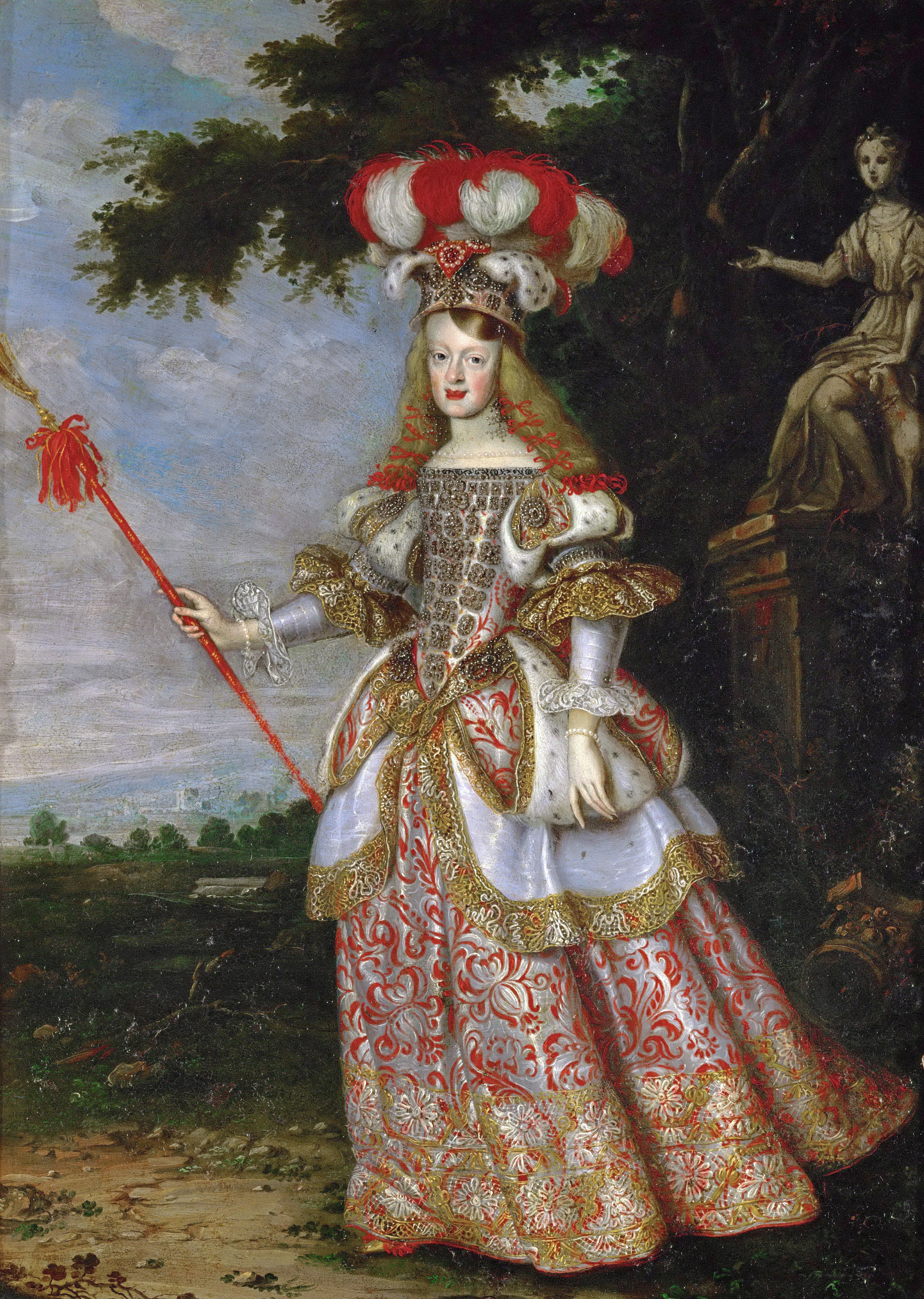
Císařovna Markéta Tereza v divadelním kostýmu

Z politických důvodů byla Markéta již v dětském věku zasnoubena s Leopoldem I. Habsburským, který byl zároveň jejím strýcem i bratrancem.
V závěti jejího otce bylo uvedeno, že by se mohla stát španělskou královnou a království dále předat svým potomkům, s čímž Leopold I. nadšeně souhlasil.
V létě roku 1666 patnáctiletá španělská princezna s několika členy svého španělského služebnictva odjela do Rakouska, kde byla slavnostně uvítána svým budoucím manželem Leopoldem. 5. prosince 1666 vstoupila s Leopoldem do Vídně, kde se 12. prosince 1666 konala svatba.
I přes značný věkový rozdíl a Leopoldův málo atraktivní vzhled byl pár velmi šťastný, především po tom, co začali sdílet své společné záliby v divadle a hudbě.
Jeden z nejvýznačnějších počinů jejich společné vlády bylo sepsání opery Il pomo d'oro („Zlaté jablko“) italským skladatelem Marc’Antoniem Cestim, na žádost Markéty k jejím sedmnáctým narozeninám v červenci roku 1668. Velkolepé uvedení díla je mnohdy považováno za vyvrcholení barokní opery ve Vídni během 17. století.
Velkým problémem jejího pobytu ve Vídni byla její neznalost němčiny a její přezíravé chování k místním obyvatelům. Byla vychována k přísné španělské dvorské etiketě a k okázalému náboženskému cítění. Vídeňský dvůr ji připadal příliš světský a svobodomyslný. Obklopovala se proto především španělskými dvořany.
Markéta byla také velmi nepřátelsky zaměřena vůči Židům. Na její popud byli v letech 1669–1670 vyhnáni z Vídně. Jejich ghetto nechal Leopold zbourat a postavil na jeho místě novou čtvrť Leopoldstadt. Panuje pověst o tom, že židovští rabíni Markétu prokleli a tato kletba způsobila její znetvoření. Choroba štítné žlázy způsobila její zbytnění a na krku ji vyrostla struma.
Markéta zemřela ve věku 21 let v březnu 1673. Příčina její smrti je nejasná. Mohlo to být vyčerpání porody, nemoc štítné žlázy nebo zhoubný nádor. Zanechala na tomto světě zdrceného Leopolda, který ji velmi  miloval.

## Děti

Dvorní dámy, slavný obraz Las Meninas od Diega Velázqueze, 1656, Museo del Prado, Madrid, Španělsko

Markéta porodila svému manželovi čtyři děti, z nichž se však dospělosti dožila pouze dcera Marie Antonie.
- Ferdinand Václav (28. září 1667 – 13. ledna 1668); arcivévoda rakouský
- Marie Antonie (18. ledna 1669 – 24. prosince 1692), arcivévodkyně rakouská; po smrti svého strýce Karla II. Španělského a tedy vymření španělských Habsburků po meči prohlašovala po své matce svůj nárok na španělský trůn. Provdala se za Maxmiliána II. Emanuela, s nímž měla syna Josefa Ferdinanda Bavorského; když ten předčasně jako sedmiletý zemřel, vypukla tzv. válka o španělské dědictví
- Jan Leopold (20. února 1670); arcivévoda rakouský.
- Marie Anna (9. února 1672 – 23. února 1672); arcivévodkyně rakouská.

## Markéta v umění
Markéta je jako krásná plavovlasá princezna ztvárněna španělským malířem Diegem Velázquezem kromě jiného na obraze Las Meninas z roku 1656, kde je obklopena svými služebnými a dalšími dvořany; malíř portrétoval malou princeznu od nejútlejšího věku (poprvé v jejích dvou letech) až do své smrti v roce 1660. V galerii je tak řada obrazů, zachycujících různá období princeznina dětství. Princezna je na nich oděna ve velkolepých barokních šatech, které jsou typické pro madridský dvůr tzv. Zlatého španělského století. Většinu z těchto obrazů odeslal Filip IV. Habsburský Leopoldovi do Vídně, aby se tak mohl podívat na svou budoucí nevěstu a seznat, jak se díky výchově ve Španělsku liší od středoevropské kultury.
Je možné, že když Maurice Ravel psal Pavane pour une infante défunte (Pavana pro mrtvou princeznu), myslel tím Markétu Habsburskou. Irský spisovatel Oscar Wilde se nechal inspirovat obrazem Las Meninas při psaní svého díla Princezniny narozeniny.

## Galerie

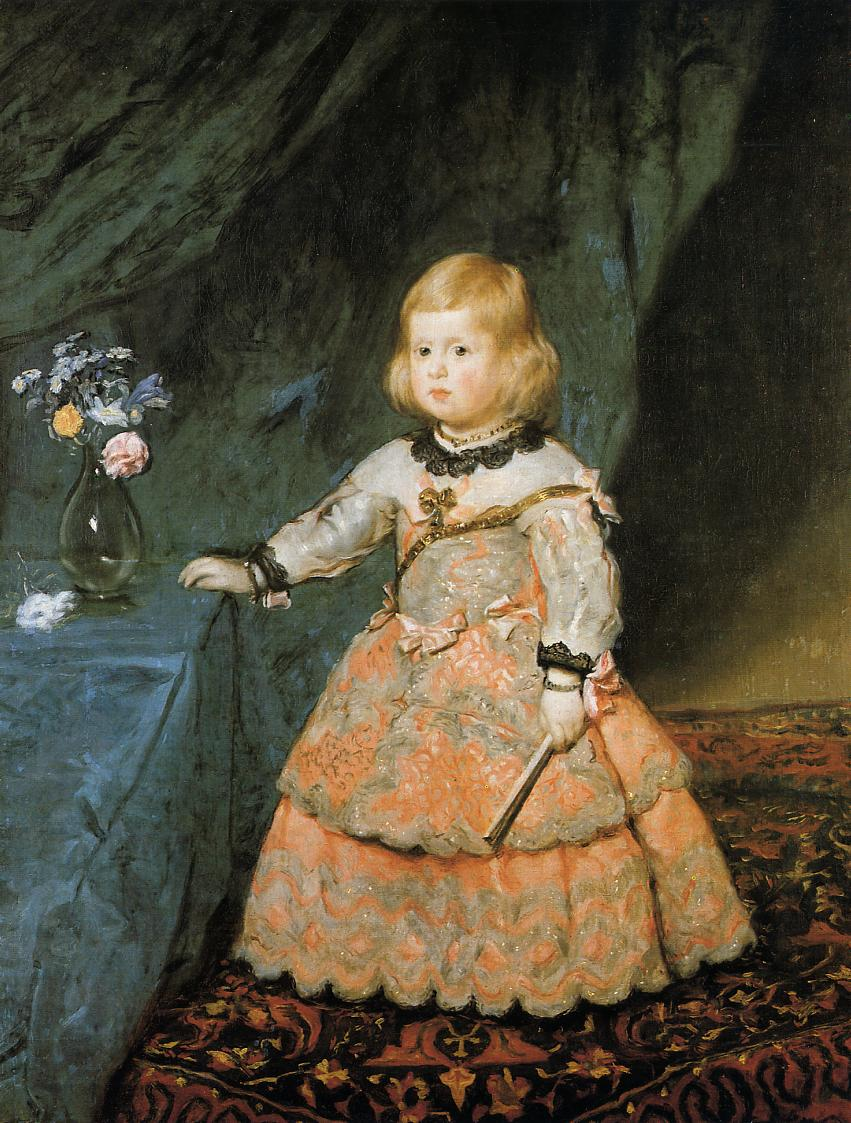
Princezna Markéta v růžových šatech (1654), Diego Velázquez, Muzeum umění, Vídeň, Rakousko.
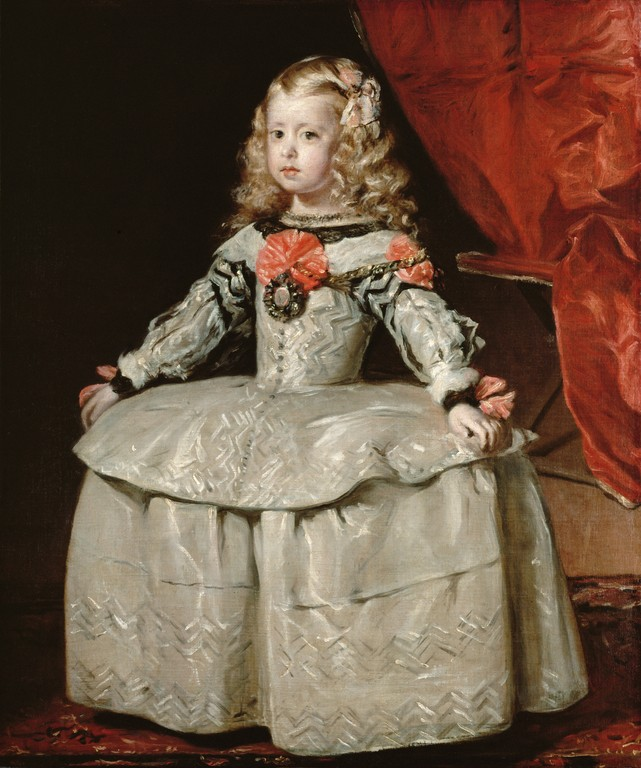
Princezna Markéta na obrazu Diega Velázqueze, 1656, Prado Muzeum v Madridu, Španělsko.
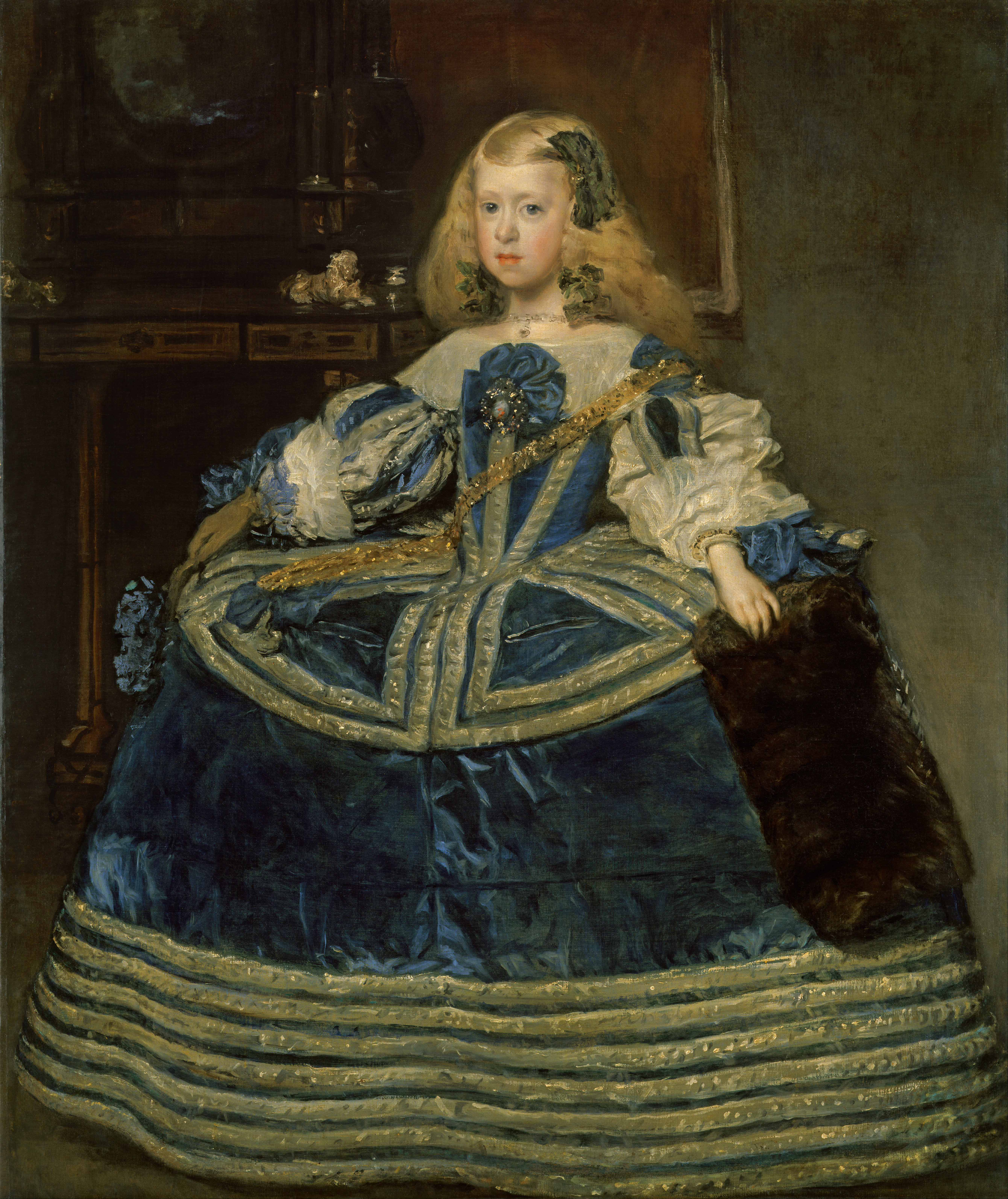
Princezna Markéta v modrých šatech (1659), Diego Velázquez, Muzeum umění, Vídeň, Rakousko.
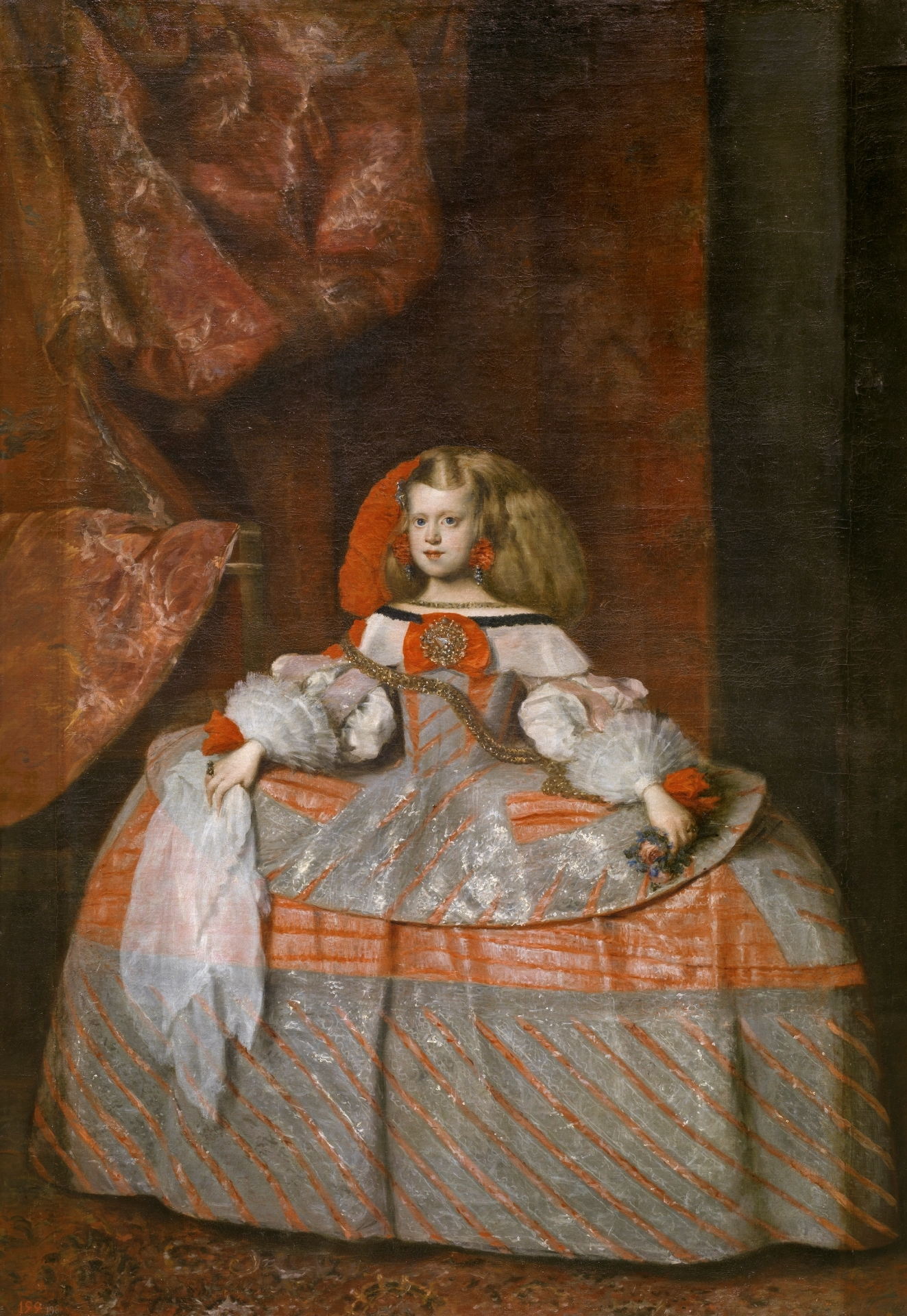
Princezna Markéta v růžových šatech (1660), Diego Velázquez, Museo del Prado, Madrid, Španělsko.

## Vývod z předků
|                    |                           |  |                   |                          |  |  |  |  |  |  |  | Karel V. |
|                    |                           |  |                   |                          |  |  |  |  |  |  |  |          |
|                    | Filip II. Španělský       |  |                   |                          |  |  |  |  |  |  |  |          |
|                    |                           |  |                   |                          |  |  |  |  |  |  |  |          |
|                    |                           |  |                   | Isabela Portugalská      |  |  |  |  |  |  |  |          |
|                    |                           |  |                   |                          |  |  |  |  |  |  |  |          |
|                    | Filip III. Španělský      |  |                   |                          |  |  |  |  |  |  |  |          |
|                    |                           |  |                   |                          |  |  |  |  |  |  |  |          |
|                    |                           |  |                   | Maxmilián II. Habsburský |  |  |  |  |  |  |  |          |
|                    |                           |  |                   |                          |  |  |  |  |  |  |  |          |
|                    | Anna Habsburská           |  |                   |                          |  |  |  |  |  |  |  |          |
|                    |                           |  |                   |                          |  |  |  |  |  |  |  |          |
|                    |                           |  |                   | Marie Španělská          |  |  |  |  |  |  |  |          |
|                    |                           |  |                   |                          |  |  |  |  |  |  |  |          |
|                    | Filip IV. Španělský       |  |                   |                          |  |  |  |  |  |  |  |          |
|                    |                           |  |                   |                          |  |  |  |  |  |  |  |          |
|                    |                           |  |                   | Ferdinand I. Habsburský  |  |  |  |  |  |  |  |          |
|                    |                           |  |                   |                          |  |  |  |  |  |  |  |          |
|                    | Karel II. Štýrský         |  |                   |                          |  |  |  |  |  |  |  |          |
|                    |                           |  |                   |                          |  |  |  |  |  |  |  |          |
|                    |                           |  |                   | Anna Jagellonská         |  |  |  |  |  |  |  |          |
|                    |                           |  |                   |                          |  |  |  |  |  |  |  |          |
|                    | Markéta Štýrská           |  |                   |                          |  |  |  |  |  |  |  |          |
|                    |                           |  |                   |                          |  |  |  |  |  |  |  |          |
|                    |                           |  |                   | Albrecht V. Bavorský     |  |  |  |  |  |  |  |          |
|                    |                           |  |                   |                          |  |  |  |  |  |  |  |          |
|                    | Maria Anna Bavorská       |  |                   |                          |  |  |  |  |  |  |  |          |
|                    |                           |  |                   |                          |  |  |  |  |  |  |  |          |
|                    |                           |  |                   | Anna Habsburská          |  |  |  |  |  |  |  |          |
|                    |                           |  |                   |                          |  |  |  |  |  |  |  |          |
| Markéta Habsburská |                           |  |                   |                          |  |  |  |  |  |  |  |          |
|                    |                           |  |                   |                          |  |  |  |  |  |  |  |          |
|                    |                           |  | Karel II. Štýrský |                          |  |  |  |  |  |  |  |          |
|                    |                           |  |                   |                          |  |  |  |  |  |  |  |          |
|                    | Ferdinand II. Habsburský  |  |                   |                          |  |  |  |  |  |  |  |          |
|                    |                           |  |                   |                          |  |  |  |  |  |  |  |          |
|                    |                           |  |                   | Maria Anna Bavorská      |  |  |  |  |  |  |  |          |
|                    |                           |  |                   |                          |  |  |  |  |  |  |  |          |
|                    | Ferdinand III. Habsburský |  |                   |                          |  |  |  |  |  |  |  |          |
|                    |                           |  |                   |                          |  |  |  |  |  |  |  |          |
|                    |                           |  |                   | Vilém V. Bavorský        |  |  |  |  |  |  |  |          |
|                    |                           |  |                   |                          |  |  |  |  |  |  |  |          |
|                    | Marie Anna Bavorská       |  |                   |                          |  |  |  |  |  |  |  |          |
|                    |                           |  |                   |                          |  |  |  |  |  |  |  |          |
|                    |                           |  |                   | Renata Lotrinská         |  |  |  |  |  |  |  |          |
|                    |                           |  |                   |                          |  |  |  |  |  |  |  |          |
|                    | Marie Anna Rakouská       |  |                   |                          |  |  |  |  |  |  |  |          |
|                    |                           |  |                   |                          |  |  |  |  |  |  |  |          |
|                    |                           |  |                   | Filip II.                |  |  |  |  |  |  |  |          |
|                    |                           |  |                   |                          |  |  |  |  |  |  |  |          |
|                    | Filip III. Španělský      |  |                   |                          |  |  |  |  |  |  |  |          |
|                    |                           |  |                   |                          |  |  |  |  |  |  |  |          |
|                    |                           |  |                   | Anna Habsburská          |  |  |  |  |  |  |  |          |
|                    |                           |  |                   |                          |  |  |  |  |  |  |  |          |
|                    | Marie Anna Španělská      |  |                   |                          |  |  |  |  |  |  |  |          |
|                    |                           |  |                   |                          |  |  |  |  |  |  |  |          |
|                    |                           |  |                   | Karel II. Štýrský        |  |  |  |  |  |  |  |          |
|                    |                           |  |                   |                          |  |  |  |  |  |  |  |          |
|                    | Markéta Štýrská           |  |                   |                          |  |  |  |  |  |  |  |          |
|                    |                           |  |                   |                          |  |  |  |  |  |  |  |          |
|                    |                           |  |                   | Marie Bavorská           |  |  |  |  |  |  |  |          |
|                    |                           |  |                   |                          |  |  |  |  |  |  |  |          |